# Theodahad
Theodahad, född före 511, död 536, var ostrogotisk kung åren 534–536 och systerson till Theoderik den store. 
Han kan ha kommit till Italien samtidigt med Theoderik och var alltså ingen yngling när han kom att bli kung. Han blev dock inte långvarig som regent utan röjdes ur vägen av Witigis, som efterträdde honom på tronen.
Theodahad var den siste (manlige) medlemmen av amalernas dynasti.